# Horton Kirby and South Darenth
Horton Kirby and South Darenth es una parroquia civil del distrito de Sevenoaks, en el condado de Kent (Inglaterra).

## Geografía
Según la Oficina Nacional de Estadística británica, Horton Kirby and South Darenth tiene una superficie de 10,53 km².

## Demografía
Según el censo de 2001, Horton Kirby and South Darenth tenía 2942 habitantes (48,27% varones, 51,73% mujeres) y una densidad de población de 279,39 hab/km². El 19,51% eran menores de 16 años, el 70,36% tenían entre 16 y 74 y el 10,13% eran mayores de 74. La media de edad era de 40,72 años. Del total de habitantes con 16 o más años, el 25,76% estaban solteros, el 54,94% casados y el 19,3% divorciados o viudos.
El 97,01% de los habitantes eran originarios del Reino Unido. El resto de países europeos englobaban al 0,92% de la población, mientras que el 2,07% había nacido en cualquier otro lugar. Según su grupo étnico, el 98,44% eran blancos, el 0,71% mestizos, el 0,44% asiáticos, el 0,1% negros, el 0,1% chinos y el 0,2% de cualquier otro. El cristianismo era profesado por el 80,59%, el budismo por el 0,1%, el judaísmo por el 0,2%, el islam por el 0,31%, el sijismo por el 0,17% y cualquier otra religión, salvo el hinduismo, por el 0,37%. El 11,45% no eran religiosos y el 6,8% no marcaron ninguna opción en el censo.
1419 habitantes eran económicamente activos, 1370 de ellos (96,55%) empleados y 49 (3,45%) desempleados. Había 1240 hogares con residentes y 57 vacíos.